# Tomas Galvez
Tomas Galvez (Londen, 28 januari 2005) is een Fins-Engels voetballer die doorgaans speelt als verdediger. Hij staat onder contract bij Manchester City.

## Clubcarrière
Galvez doorliep de jeugdopleiding van Watford en werd in 2021 overgenomen door Manchester City. Hij maakte in 2022 zijn debuut voor het belofte-elftal van Manchester City en speelde daar zijn wedstrijden.
Voor het seizoen 2024/25 werd Galvez verhuurd aan LASK, dat uitkwam in de Oostenrijkse Bundesliga. Hij debuteerde op 25 augustus tegen Austria Wien (1-2). Hij kwam in de 56e minuut in de ploeg voor George Bello. Galvez kreeg weinig speeltijd voor de club uit Linz; hij kwam slechts tot vier invalbeurten. Tijdens de winterstop werd zijn contract beëindigd.
Na de beëindiging van zijn contract bij LASK werd Galvez verhuurd aan SC Cambuur, in de Keuken Kampioen Divisie. Hij debuteerde op 20 januari 2025 tegen Roda JC (1-0). Hij kwam in de 70e minuut in de ploeg voor Thomas Poll.

## Interlandcarrière
Galvez speelde voor verschillende Finse jeugdelftallen. Naast Finland, via zijn moeder, mocht hij ook uitkomen voor Spanje en Engeland, via respectievelijk zijn vader en zijn geboorteplaats. Hij koos voor het Fins voetbalelftal en debuteerde op 9 januari 2023 in een vriendschappelijke wedstrijd tegen Zweden (0-2). In juni 2025 ging hij met Jong Finland naar het EK Onder 21. 

## Statistieken
| Seizoen | Club         | Competitie     | Competitie | Competitie | Beker | Beker | Overig | Overig | Totaal | Totaal |
| Seizoen | Club         | Competitie     | Wed.       | Dlp.       | Wed.  | Dlp.  | Dlp.   | Dlp.   | Wed.   | Dlp.   |
| ------- | ------------ | -------------- | ---------- | ---------- | ----- | ----- | ------ | ------ | ------ | ------ |
| 2024/25 | → LASK       | Bundesliga     | 3          | 0          | 1     | 0     | 0      | 0      | 4      | 0      |
| 2024/25 | → SC Cambuur | Eerste divisie | 15         | 0          | 0     | 0     | 2      | 0      | 17     | 0      |
| Totaal  | Totaal       | Totaal         | 18         | 0          | 1     | 0     | 2      | 0      | 21     | 0      |

Bijgewerkt op 16 juni 2025.